# Équipe cycliste Stegcomputer-CKT-Cogeas
L'équipe cycliste Stegcomputer-CKT-Cogeas est une ancienne équipe cycliste suisse participant aux circuits continentaux de cyclisme et en particulier l'UCI Europe Tour. L'équipe fusionna en 2009 avec la Team Neotel pour former l'équipe Stegcomputer-Neotel.

## Saison 2008

### Effectif
| Cycliste                       | Date de naissance | Nationalité   | Équipe 2007                 |
| ------------------------------ | ----------------- | ------------- | --------------------------- |
| Timo Albiez                    | 22.11.85          | Allemagne     | Néo-pro                     |
| Peter Andres                   | 16.10.1985        | Suisse        | Atlas Romer's Hausbäckerei  |
| Carlos Ávalos (depuis 15.06.)  | 28.02.1982        | Salvador      | Néo-pro                     |
| Xavier Charles (depuis 15.06.) | 28.08.1981        | Suisse        | Néo-pro                     |
| Christian Eminger              | 21.10.1964        | Autriche      | Elite 2                     |
| Michael Haiser                 | 06.01.1986        | Allemagne     | Ista                        |
| Dimitri Jiriakov               | 08.11.1985        | Liechtenstein | Néo-pro                     |
| Peter Jörg                     | 25.02.1972        | Suisse        | Elite 2 (Rietumu Bank-Riga) |
| Tigran Korkotyan               | 16.10.1982        | Arménie       | Néo-pro                     |
| Fabian Krienbühl               | 04.11.1982        | Suisse        | Néo-pro                     |
| Janusch Laule                  | 25.07.1981        | Allemagne     | Elite 2 (Rietumu Bank-Riga) |
| Shusaku Matsuo (depuis 15.10.) | 15.07.1989        | Japon         | Néo-pro                     |
| Christian Rocha                | 03.01.1982        | Suisse        | Néo-pro                     |
| Benjamin Stauder               | 31.10.1987        | Allemagne     | Atlas Romer's Hausbäckerei  |
| Marco Weilenmann               | 12.01.1986        | Suisse        | Néo-pro                     |

### Victoires
| Date       | Course                                           | Pays          | Classe | Vainqueur        |
| ---------- | ------------------------------------------------ | ------------- | ------ | ---------------- |
| 15/03/2008 | 1re étape du Tour de Libye                       | Libye         | 2.2    | Benjamin Stauder |
| 20/03/2008 | 6e étape du Tour de Libye                        | Libye         | 2.2    | Janusch Laule    |
| 28/09/2008 | Championnat du Liechtenstein du contre-la-montre | Liechtenstein | CN     | Dimitri Jiriakov |
| 12/10/2008 | Championnat du Liechtenstein sur route           | Liechtenstein | CN     | Dimitri Jiriakov |